# Воронков, Виктор Викторович
Ви́ктор Ви́кторович Воронко́в (4 августа 1974, Москва) — российский футболист. Мастер спорта России.

## Карьера
Воспитанник СДЮШОР «Спартак», в это время играл в нападении. Военную службу проходил в составе ЦСКА-2. Выступал за клуб «Рода» (Москва), где на позиции левого полузащитника забил 22 гола за сезон. В чемпионате России среди любительских команд 1995 года, где «Рода» выступала в группе «Б» зоны «Центр», стал лучшим бомбардиром команды, занявшей первое место в своей группе.
Выступая в Латвии на позиции полузащитника, занял в 1999 году 2-е место в списке лучших бомбардиров чемпионата с 18 мячами. В 1999 году был признан лучшим игроком чемпионата Латвии. В составе клуба «Вентспилс» считался специалистом по исполнению штрафных ударов. В этом качестве в начале 2000 года был приобретён московским «Динамо». В дальнейшем выступал за «Кубань», «Химки» (куда перешёл в середине сезона-2001, решив проблему с позицией левого полузащитника), липецкий «Металлург» и «Амур».
С 2013—2016 работал тренером в юношеской сборной России (1999 года рождения).

## Награды
- Бронзовый призёр чемпионата Латвии: 1998, 1999.